# Giuseppe Adami (General)
Giuseppe Adami (* 4. Januar 1891; † 31. Juli 1964) war ein italienischer Generalmajor.

## Leben
Adami absolvierte nach dem Schulbesuch eine Offiziersausbildung und fand verschiedene Verwendungen als Offizier im Heer (Esercito Italiano). Am 10. Dezember 1934 wurde er zum Oberstleutnant (Tenente Colonnello) befördert und übernahm am 8. August 1942 von Oberst Lorenzo Vivalda die Funktion als Kommandeur des 5. Gebirgsjägerregiments (5º Reggimento alpini), die er bis zum 13. August 1943 ausübte. Am 13. August 1943 übernahm er als Brigadegeneral (Generale di Brigata) als Nachfolger von Brigadegeneral Domenico Canistrà den Posten als Kommandeur der Infanterietruppen der 151. „Perugia“-Infanteriedivision (151ª Divisione fanteria „Perugia“). Auf diesem Posten verblieb er bis zur Auflösung der Einheit 1943.